# Song Shenzong
Song Shenzong (zijn persoonlijke naam was Zhao Xu) (1048 - 1085) was keizer van de Chinese Song-dynastie (960-1279). Hij regeerde van 1067 tot 1085.